# Abu-Hafs ibn Sayrí
Abu-Hafs ibn Sayrí (Mallorca, 24 de novembre de 1156 - 14 de febrer de 1231) fou un potentat mayurquí emparentat amb el darrer valí musulmà de Mayurqa, Abu-Yahya Muhàmmad ibn Alí ibn Abi-Imran at-Tinmalalí, en els temps de la Croada contra Al-Mayurqa. El seu avi era de la família de Jabbala ibn al-Àyham al-Ghassaní.
Durant el Setge de Madínat Mayurqa, quan veié que la caiguda de la ciutat era imminent, fugí vers les muntanyes on reuní 16.000 supervivents i s'hi fortificà per resistir les tropes croades.
Fou mort el 10 de rabí de l'any 628 de l'hègira (14 de febrer de l'any 1231 de l'era cristiana).